# Power Macintosh 5400
De Power Macintosh 5400 (ook aangeboden als de Performa 5400-serie) is een personal computer met een geïntegreerde monitor die ontworpen, gefabriceerd en verkocht werd door Apple Computer van maart 1996 tot maart 1998.
De 5400, die de Power Macintosh 5200 LC verving, is intern grotendeels identiek aan de Power Macintosh 6400, wat in wezen dezelfde computer is maar dan in een torenbehuizing. Dit is de eerste alles-in-één Macintosh met een PCI-slot ter vervanging van het Processor Direct Slot.
In tegenstelling tot andere Power Macintosh-machines uit die tijd werd de 5400 alleen aangeboden op de onderwijsmarkt. Performa-varianten gebaseerd op de 5400 werden over het algemeen alleen verkocht in Europa, Azië en Australië. In april 1997 werd de krachtigere Power Macintosh 5500 geïntroduceerd. Beide computers werden naast elkaar verkocht tot ze begin 1998 beide vervangen werden door de speciaal voor het onderwijs ontworpen alles-in-één Power Macintosh G3.

## Modellen
Beschikbaar vanaf 15 april 1996:
- Power Macintosh 5400/120: basisversie voor de onderwijsmarkt met 16 MB RAM en een 120 MHz processor.[2]

Beschikbaar vanaf 22 april 1996:
- Macintosh Performa 5400CD: een 5400/120 voor de consumentenmarkt.
- Macintosh Performa 5410CD: een 5400CD zonder ethernet.
- Macintosh Performa 5420CD: een 5410CD met een zwarte behuizing, verkocht in Europa en Azië.

Beschikbaar vanaf 5 augustus 1996:
- Macintosh Performa 5400/160: een 5400 voor de Aziatische en Europese markt met een 160 MHz processor.
- Macintosh Performa 5400/180 (DE): een 5400 voor de Aziatische en Europese markt met een zwarte behuizing. De "DE" (Director's Edition), die alleen op de Australische markt verkrijgbaar was, had 24 MB RAM, een grotere harde schijf en een ingebouwde tv-tuner met afstandsbediening.

Beschikbaar vanaf 1 oktober 1996:
- Power Macintosh 5400/180: een 5400 voor de onderwijsmarkt met een 180 MHz processor.[3]

Beschikbaar vanaf 12 november 1996:
- Macintosh Performa 5430: een 5400/160 voor de Aziatische en Europese markt met 24 MB RAM.
- Macintosh Performa 5440: een 5400/180 voor de Aziatische en Europese markt in een standaard grijze behuizing.

Beschikbaar vanaf 17 februari 1997:
- Power Macintosh 5400/200: een 5400 voor de onderwijsmarkt met 24 MB RAM en een 200 MHz processor.[4]

## Specificaties
- Processor: PowerPC 603e @ 120, 160, 180, 200 MHz
- FPU : geïntegreerd in de processor
- PMMU : geïntegreerd in de processor
- Systeembus snelheid: 40 MHz
- ROM-grootte: 4 MB
- Databus: 64 bit
- RAM-type: 70 ns 168-pin DIMM
- Standaard RAM-geheugen: 16-24 MB
  - Uitbreidbaar tot maximaal 136 MB
  - RAM-sleuven: 2
- Standaard video-geheugen: 1 MB VRAM
  - Uitbreidbaar tot maximaal 1 MB VRAM
- Standaard diskettestation: 3,5-inch, 1,44 MB (manueel)
- Standaard harde schijf: 1,6 GB (IDE)
- Standaard optische schijf: 4x of 8x cd-rom[a]
- Uitbreidingssleuven: 1 PCI, Comm, Video I/O, tv
- Type batterij: 4,5 volt Alkaline
- Beeldscherm: 15-inch, kleur[b]
- Uitgangen:
  - 1 ADB-poort (mini-DIN 4) voor toetsenbord en muis
  - 1 video-poort (DB-15)[c]
  - 1 SCSI-poort (DB-25)
  - 2 seriële poorten (mini-DIN)
  - 1 audio-uit (3,5 mm jackplug)
  - 1 microfoon (3,5 mm jackplug)
  - 1 koptelefoon (3,5 mm jackplug)
  - 1 ethernet (RJ-45)
- Ondersteunde systeemversies: 7.5.3 t/m 9.1
- Afmetingen: 44,5 cm × 38,4 cm × 40,6 cm  (hxbxd)
- Gewicht: 21,3 kg

Uit productie: 1984: Macintosh 128K, Macintosh 512K · 1985: Macintosh XL · 1986: Macintosh Plus · 1987: Macintosh II, Macintosh SE · 1988: Macintosh IIx · 1989: Macintosh SE/30, Macintosh IIcx, Macintosh IIci, Macintosh Portable · 1990: Macintosh IIfx, Macintosh Classic, Macintosh IIsi, Macintosh LC serie · 1991: Macintosh Quadra 700, Macintosh Quadra 900, Apple PowerBook · Macintosh Classic II · 1992: Macintosh IIvx, Macintosh Quadra 950, PowerBook Duo, Macintosh Performa serie · 1993: Macintosh Centris serie, Macintosh Color Classic, Macintosh TV · Apple Workgroup Server · 1994: Power Macintosh · 1997: Power Macintosh G3, PowerBook G3, Twentieth Anniversary Macintosh · 1998: iMac · 1999: iBook, Power Mac G4 · 2000: Power Mac G4 Cube · 2001: PowerBook G4 · 2002: eMac, iMac G4 · 2003: Xserve, Power Mac G5 · 2004: iMac G5 · 2005: Mac mini · 2006: MacBook · 2015: MacBook (Retina) · 2017: iMac Pro

Huidige modellen: MacBook Air, MacBook Pro, iMac, Mac mini, Mac Studio, Mac Pro